# Moncigoli
Moncigoli is een plaats (frazione) in de Italiaanse gemeente Fivizzano.